# Lindauer Abkommen
Lindauer Abkommen, Lindauer Vereinbarung und Lindauer Absprache sind Bezeichnungen für ein am 14. November 1957 geschlossenes Übereinkommen zwischen der Bundesrepublik Deutschland (Bund) und den Ländern. Darin wird die Mitwirkung der Länder beim Abschluss völkerrechtlicher Verträge geregelt.

## Inhalt
Das Lindauer Abkommen regelt Fälle, in denen durch einen internationalen Vertrag des Bundes die Gesetzgebungskompetenzen der Länder gemäß den Art. 30, Art. 70, Art. 72 und Art. 74 Grundgesetz (GG) berührt sein könnten. Es sieht vor, dass mit Zustimmung der Länder dem Bund eine umfassende Vertragsabschlusskompetenz für einen internationalen Vertrag übertragen wird.
Durch die Bestätigung des Vertragsabschlusses wird die Umsetzung des Völkerrechts vereinfacht. Ein Vertragsbruch durch Scheitern der innerstaatlichen Umsetzung wird so verhindert, da nach der Zustimmung des Landes eine weitere Umsetzungsnorm im Landesrecht im Sinne von Art. 30 GG nicht mehr erforderlich ist.

## Rechtsnatur
Strittig ist, inwiefern den Ländern Kompetenzen zum Abschluss völkerrechtlicher Verträge zukommen sollen. Rechtliche Relevanz erlangt dieser Streit, wenn es um die Umsetzung völkerrechtlicher Verträge innerhalb Deutschlands geht. Der Bund kann zwar Verträge für ganz Deutschland schließen, die Umsetzung obliegt jedoch gemäß Art. 30 GG den Ländern, soweit keine andere Regelung vorgesehen ist. Verweigert ein Land die Umsetzung, kann es zum Vertragsbruch und zu völkerrechtlichen Sanktionen kommen, die den Gesamtstaat betreffen. Der Bund ist allerdings verpflichtet, vor Vertragsabschluss die Zustimmung der Gliedstaaten einzuholen. Dies sichert die Umsetzung des Vertrages durch die Länder.
Es herrschen hierbei unterschiedliche Ansichten zur Rechtsnatur des Lindauer Abkommens. Einerseits wird vertreten, dass es sich selbst um einen völkerrechtlichen Vertrag zwischen dem Bund und seinen Ländern handelt. Allerdings ist diese Ansicht nicht haltbar, denn das Lindauer Abkommen modifiziert Art. 32 GG, und in Art. 79 GG ist bestimmt, dass es kein Verfassungsrecht außerhalb des Grundgesetzes geben kann. Zudem sind die Rechte und Pflichten des Grundgesetzes nicht disponibel (sogenanntes Verbot der dritten Ebene). Bund und Länder haben es mit anderen Worten gar nicht in der Hand, durch Verträge die ihnen übertragenen Aufgaben neu zu verteilen, auf sie zu verzichten oder sie zu modifizieren.
Nach anderer Ansicht ist das Lindauer Abkommen schlicht verfassungswidrig. Versteht man Art. 32 III GG so, dass bei ausschließlicher Gesetzgebungskompetenz der Länder nur sie mit ausländischen Staaten und anderen Völkerrechtssubjekten Verträge schließen dürfen, verstieße das Lindauer Abkommen in der Tat gegen diese Vorschrift, da es die Abschlusskompetenz auch in diesen Fällen weitgehend dem Bund überträgt. Wegen des soeben erwähnten Verbots der dritten Ebene wäre es verfassungswidrig.
Diese sogenannte föderalistische Theorie ist jedoch eine Mindermeinung. Die herrschende Auffassung, zentralistische Theorie genannt, versteht Art. 32 III GG in dem Sinne, dass auch die Länder wie der Bund mit dem Ausland u. a. Staatsverträge schließen dürfen, sofern sie hinsichtlich der Materie des Vertrages innerstaatlich die Gesetzgebungskompetenz besitzen, die Abschlusskompetenz des Bundes daneben aber erhalten bleibt. In diesem Sinne verstanden schriebe das Lindauer Abkommen nur klarstellend fest, was sich aus dem Grundgesetz selbst ergibt. Somit kann man das Lindauer Abkommen als deklaratorisches Gentlemen’s Agreement ohne Rechtsverbindlichkeit „retten“.